# Pierre Clerdent
Pierre Charles Jean Joseph, comte Clerdent, né à Liège, le 29 avril 1909 et décédé à Chaudfontaine le 11 juin 2006) est un homme politique belge, militant wallon, qui poursuivit son action au PSC et à l'UDB.
Docteur en droit de l'université de Liège il commença sa carrière politique comme collaborateur du ministre  Paul Tschoffen et d'Antoine Delfosse. Il devint gouverneur de la province de Luxembourg (1946-1953) puis de la province de Liège (1953-1971) et fut le premier président du Conseil économique wallon (1962-1968).
Il fut chef national de l'Armée de la Libération, colonel de la Résistance, président de l'Union nationale de la Résistance, du Monument national à la Résistance et de l'Enclos des fusillés.
Il est inhumé au cimetière de Robermont.

## Mandats
- Président du CA de la SA Cockerill-Ougrée-Providence-Espérance-Longdoz
- Président du Comité européen pour l'Aménagement de la Meuse et des liaisons Meuse-Rhin
- Président général du Conseil économique wallon
- Président du Conseil économique de la province de Liège
- Président du CA de l'intercommunale Europe 5 et de la société provinciale d'Industrialisation

## Distinctions
- Grand-croix de l'ordre de la Couronne
- Grand-croix de l'ordre de Léopold II
- Grand officier de l'ordre de Léopold avec rayures d'or
- Croix de Guerre 40-45 avec palme
- Croix civique de première classe 40-45
- Médaille de la Résistance
- Grand officier de la Légion d'honneur
- Croix de Guerre 1939-1945 avec palme (France)
- Chevalier commandeur de l'ordre royal de Victoria
- officier de l'ordre de l'Empire britannique
- Silver Star
- Grand-croix avec étoile et ruban en sautoir de l'ordre du Mérite de la République fédérale d'Allemagne
- Grand officier de :
  - l'ordre de la Couronne de chêne
  - l'ordre d'Orange-Nassau
  - l'ordre du Mérite de la République italienne
  - l'ordre royal de l'Étoile polaire
  - l'ordre du Phénix de Hohenlohe
  - l'Ordre du Mérite (Sénégal)
- Grand officier d'or de l'Ordre du Mérite de la République d'Autriche
- Commandeur de l'ordre Polonia Restituta

D'abord fait baron, il fut fait comte en 1995. Sa devise fut Agere in bello et in pace (Agir en temps de guerre et de paix)

## Hommage
La ville de Liège baptise en juin 2015 la nouvelle place se situant juste devant la gare des Guillemins place Pierre Clerdent. La ville souhaite ainsi rendre hommage au résistant et à l'artisan de l'arrivée du TGV à Liège.

## Sources
- Lettres patentes de noblesse octroyées par S.M. Albert II, Roi des Belges, 1993-2000, Tielt S.l, Lannoo Éditions Racine, 2001 (ISBN 2873862718)